# If You'd Only Believe
“If You’d Only Believe” 是由洛珊·西門, 比利·休斯(Billie Hughes) 和 Jermaine Jackson 共同創作。這首歌收綠在 The Jacksons 的 “ The Jacksons’ 2300 Jackson Street”專輯裡並由製作人 Michael Omartian 監製。
“If You’d Only Believe” 是電視節目“The Jackson Family Honors”的片尾曲。麥可·傑克遜 (Michael Jackson) 在節目最後加入傑克森家族和其他特別來賓一起演唱 “If You’d Only Believe.” 特別來賓包括席琳·狄翁、Bruce Hornsby、葛蕾蒂絲·奈特、和 Dionne Warwick。
歌手 Randy Crawford 之後翻唱 “If You’d Only Believe” 並收錄在她在1991年由華納唱片發行的 Through The Eyes of Love 專輯。